# Tour de Pologne 2006/I etap
4 września z Warszawy wystartował 1 etap 63. Tour de Pologne. Start honorowy odbył się na Placu Teatralnym. Meta usytuowana była w Olsztynie przy Al. Józefa Piłsudskiego.

## Premie

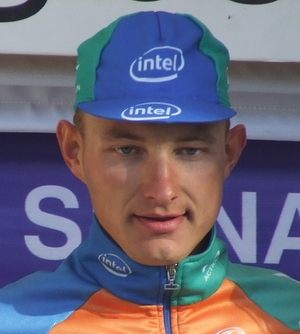
Marcin Osiński